# Paracanthonchus hawaiiensis
Paracanthonchus hawaiiensis is een rondwormensoort uit de familie van de Cyatholaimidae. De wetenschappelijke naam van de soort is voor het eerst geldig gepubliceerd in 1951 door Allgén.